# Шаранський район
Шара́нський район (рос. Шаранский район, башк. Шаран районы) — адміністративна одиниця Республіки Башкортостан Російської Федерації.
Адміністративний центр — село Шаран.

## Населення
Населення району становить 19901 особа (2019, 22514 у 2010, 24494 у 2002).
Динаміка національного складу населення району:
| Рік  | башкири | татари | марійці |
| ---- | ------- | ------ | ------- |
| 1970 | 13,5 %  | 38,9 % |         |
| 1989 | 6,4 %   | 51,0 % |         |
| 2002 | 31,1 %  | 27,3 % | 20,2 %  |

## Адміністративно-територіальний поділ
На території району 13 сільських поселень, які називаються сільськими радами:
| Поселення                         | Площа, км² | Населення, осіб (2002) | Населення, осіб (2010) | Населення, осіб (2019) | Центр            | Населені пункти |
| --------------------------------- | ---------- | ---------------------- | ---------------------- | ---------------------- | ---------------- | --------------- |
| Акбарісовська сільська рада       | -          | 1931                   | 1659                   | 1417                   | Акбарісово       | 10              |
| Базгієвська сільська рада         | -          | 1513                   | 1269                   | 977                    | Базгієво         | 6               |
| Дмитрієво-Полянська сільська рада | -          | 1123                   | 924                    | 763                    | Дмитрієва Поляна | 7               |
| Дюртюлинська сільська рада        | -          | 1709                   | 1626                   | 1529                   | Дюртюлі          | 9               |
| Зіріклинська сільська рада        | -          | 1374                   | 1203                   | 962                    | Зірікли          | 5               |
| Мічурінська сільська рада         | -          | 3001                   | 2715                   | 2283                   | Мічурінськ       | 25              |
| Нижньозаїтовська сільська рада    | -          | 1197                   | 978                    | 762                    | Нижньозаїтово    | 5               |
| Нижньоташлинська сільська рада    | -          | 1039                   | 810                    | 663                    | Нижні Ташли      | 3               |
| Нуреєвська сільська рада          | -          | 1452                   | 1340                   | 1059                   | Нуреєво          | 8               |
| Писаревська сільська рада         | -          | 1121                   | 940                    | 773                    | Писарево         | 11              |
| Старотумбагушевська сільська рада | -          | 909                    | 789                    | 713                    | Старотумбагушево | 8               |
| Чалмалинська сільська рада        | -          | 1577                   | 1423                   | 1291                   | Чалмали          | 4               |
| Шаранська сільська рада           | -          | 6548                   | 6838                   | 6709                   | Шаран            | 3               |

## Найбільші населені пункти
| №  | Населений пункт  | Населення, осіб (2002) | Населення, осіб (2010) |
| -- | ---------------- | ---------------------- | ---------------------- |
| 1  | Шаран            | 5 544                  | 5 929                  |
| 2  | Зірікли          | 914                    | 835                    |
| 3  | Наратасти        | 825                    | 735                    |
| 4  | Нижньозаїтово    | 785                    | 690                    |
| 5  | Дюртюлі          | 566                    | 582                    |
| 6  | Чалмали          | 591                    | 563                    |
| 7  | Дмитрієва Поляна | 634                    | 545                    |
| 8  | Юмадибаш         | 622                    | 519                    |
| 9  | Базгієво         | 490                    | 465                    |
| 10 | Акбарісово       | 506                    | 437                    |